# 传染病诊治国家重点实验室
传染病诊治国家重点实验室是位于中华人民共和国浙江省第一医院的一个国家重点实验室，隶属于浙江大学。实验室依托浙大的国家传染病学重点学科，由中华人民共和国科学技术部主管、中华人民共和国教育部托管。2007年10月正式获得批准建设，目前正处于建设期。

## 概况
中国工程院院士李兰娟为实验室主任，中国工程院院士杨胜利为学术委员会主任。
实验室集科研、医疗和教学于一体，进行传染病学诊断与治疗的基础研究与临床应用研究，主要研究严重危害人类健康的传染病发病机制与诊治的关键问题。

## 研究方向
主要研究方向为：
- 病毒性肝炎发病机制及新型防治技术研究
- 艾滋病等新发与再现传染病研究
- 感染微生态和感染免疫研究
- 传染病诊断新技术研究
- 传染病治疗的新技术与药物研究